# Земледельческий переулок (Санкт-Петербург)

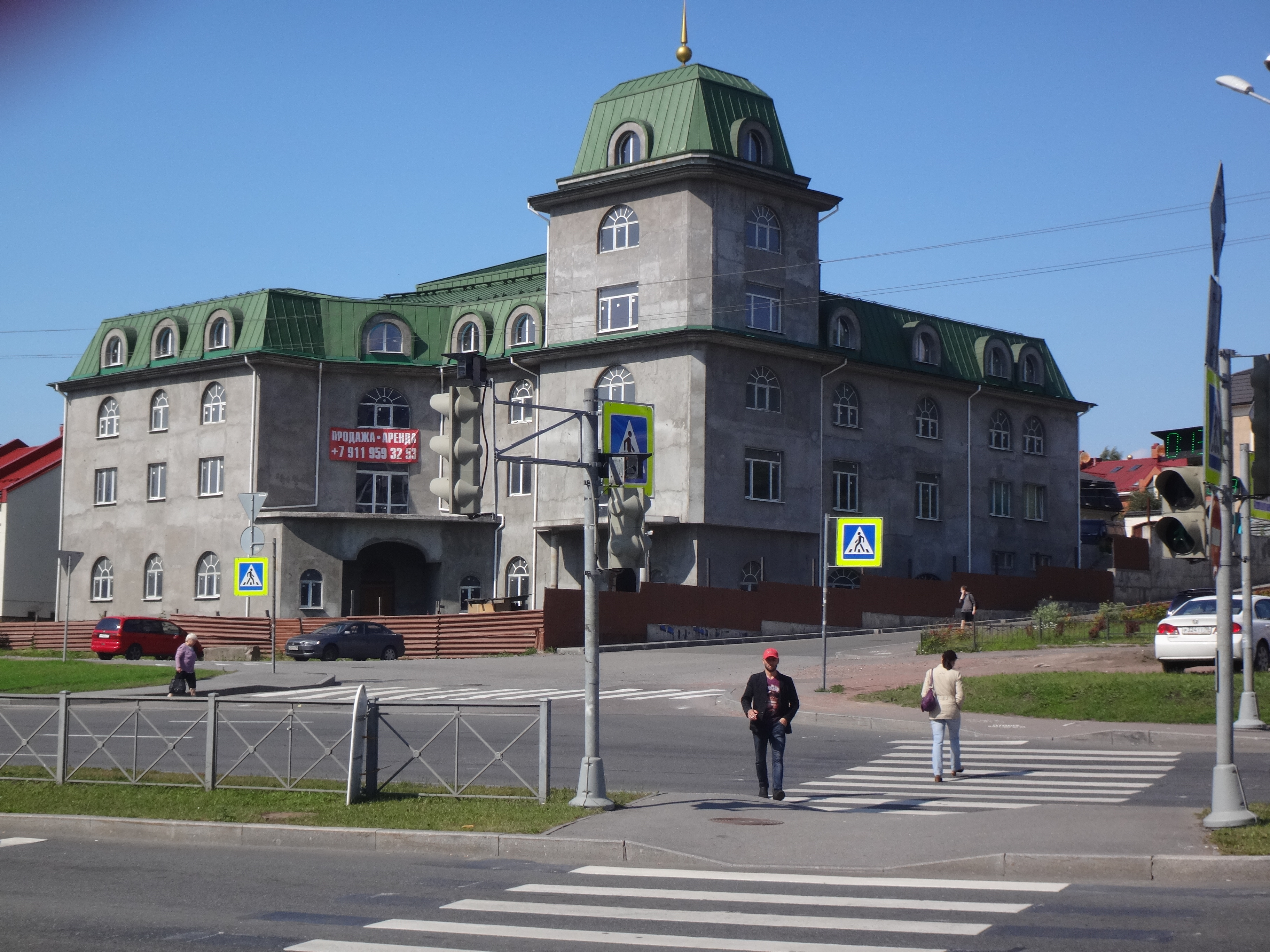
Малоэтажная недвижимость в Коломягах

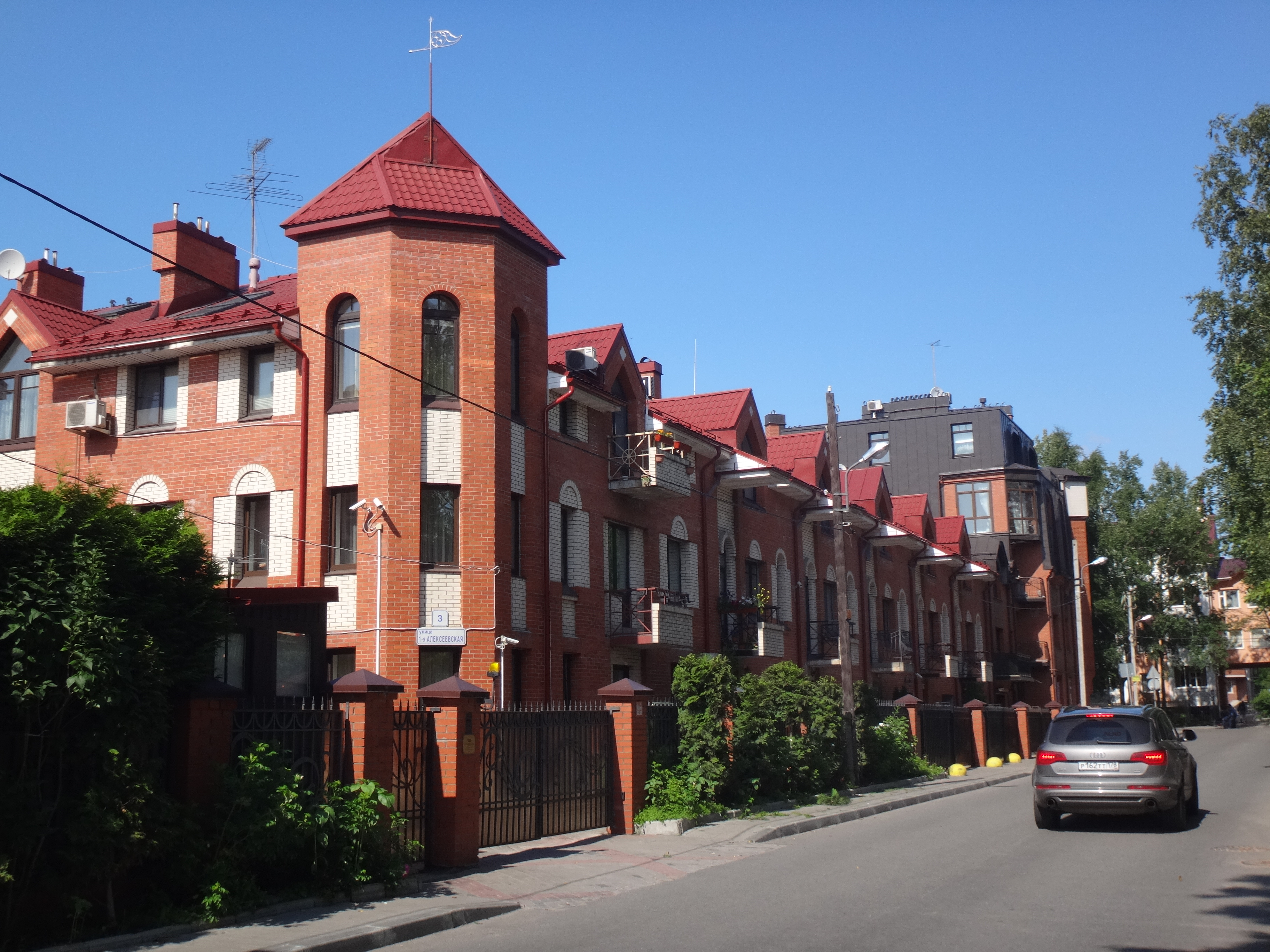
Таунхаусы

Земледе́льческий  переулок — переулок в Приморском районе города Санкт-Петербурга. Расположен в историческом районе Коломяги. Проходит от Парашютной улицы до 3-й линии 1-й половины.

## История наименования
Ранее переулок назывался Земледельческой улицей. Название произошло от находившегося там Земледельческого училища. Это училище было открыто в 1834 году. В нём получали начальное агрономическое образование сыновья государственных и удельных крестьян. При училище имелась образцово-показательная ферма — обширный земельный участок, на котором были заведены усадьбы, соответствующие типам хозяйств разных губерний России. От этой фермы, широко известной в XIX веке, получило название Фермское шоссе, которое доходит до Поклонногорской улицы.

## Интересные факты
Ранее Земледельческим переулком, наоборот, называлась нынешняя Земледельческая улица, получившая своё наименование от Земледельческого института (ныне — Лесотехническая академия им. С. М. Кирова).